# یواس‌اس آر-۲۲ (اس‌اس-۹۹)
یواس‌اس آر-۲۲ (اس‌اس-۹۹) (به انگلیسی: USS R-22 (SS-99)) یک زیردریایی بود که طول آن ۱۷۵ فوت (۵۳ متر) بود. این زیردریایی در سال ۱۹۱۸ ساخته شد.